# Wind Jet
Windjet – włoska linia lotnicza z siedzibą w Katanii, na Sycylii. Głównym węzłem jest port lotniczy Katania-Fontanarossa. Właścicielem jest firma Finaria Group. 12 sierpnia 2012 r. linia zawiesiła wszystkie operacje lotnicze – powodem były kłopoty finansowe.

## Flota
- 4 Airbus A319-100
- 7 Airbus A320-200

## Rejsowe Kierunki Lotów

### Europa
- Francja
  - Paryż
- Czechy
  - Praga
- Niemcy
  - Berlin
- Hiszpania
  - Barcelona
- Rosja
  - Moskwa
  - Petersburg
- Rumunia
  - Bukareszt
- Serbia
  - Nisz
- Wielka Brytania
  - Londyn
- Włochy
  - Bergamo
  - Cagliari
  - Forli
  - Mediolan
  - Palermo
  - Parma
  - Piza
  - Rzym
  - Turyn
  - Wenecja

## Wypadki lotnicze
25 czerwca 2010 roku. Podczas lądowania na lotnisku w Palermo, przy widoczności wynoszącej zaledwie 5m, samolot Airbus A320 zboczył z pasa. Maszyna została uszkodzona, a 30 pasażerów zostało rannych.